# Alpine, Texas
Alpine är en stad i den amerikanska delstaten Texas med en yta av 10,6 km² och en folkmängd som uppgår till 6 460 invånare (2009). Alpine är administrativ huvudort i Brewster County.